# José Mourinho
José Mário dos Santos Mourinho Félix  (n. 26 ianuarie 1963, Setúbal, Portugalia) este un antrenor portughez de fotbal care conduce echipa turcă Fenerbahçe SK. Mourinho este considerat ca unul dintre cei mai buni antrenori din lume acesta câștigând două Cupe ale Campionilor, cu FC Porto și Inter Milano. Este de altfel unul dintre cei mai titrați și mai apreciați antrenori din istoria fotbalului.
José Mourinho este recunoscut pentru jocul său tactic, managementul meciulor și adaptabilitatea la diferite situații.

## Începutul vieții sportive
Junioratul în fotbal și l-a început la formația portugheză Belenenses, apoi a trecut la seniori sub comanda tatălui său, fostul portar José Félix Mourinho, la echipa Rio Ave. După evoluția sa la cele două echipe un lucru era evident, Mourinho nu putea ajunge un jucător de top, lipsindu-i viteza și forța. Renunțând la cariera de fotbalist, se hotărăște să-și urmeze visul, acela de a deveni antrenor profesionist de fotbal. Mama lui avea însă alte idei și l-a înscris la o școală de business, la care Mourinho Jr. a renunțat după prima zi. A ales să studieze la Institutul Superior de Educație Fizică. După 5 ani și-a obținut diploma.
În 1992 acceptă să lucreze ca translator pentru un antrenor de top, Sir Bobby Robson, antrenorul principal al formației portugheze Sporting Lisabona. Inițial această mutare a fost o îndepărtare de la cariera de antrenor, dar translatorul Mourinho a obținut respectul și prietenia lui Robson. Bobby Robson a fost concediat de Sporting, dar rivalii de la FC Porto l-au primit ca antrenor principal, iar Mourinho l-a urmat pe mentorul său la FC Porto. După doi ani petrecuți la FC Porto, cei doi s-au mutat din nou, noua destinație fiind FC Barcelona. Mourinho și familia sa s-au mutat în Catalunia, iar treptat portughezul a ajuns o figură proeminentă în staff-ul Barcelonei, traducând la conferințele de presă, planificând antrenamentele și ajutând jucătorii cu indicații tehnico-tactice. Stilurile lui Robson și Mourinho se completau unul pe celălalt: englezul favoriza stilul de atac, în timp ce portughezul acoperea faza defensivă. În 1997, sub conducerea celor doi, FC Barcelona a câștigat Cupa Cupelor. Robson a plecat de pe Camp Nou în următorul sezon, dar Mourinho nu l-a mai urmat, clubul din Catalunia oferindu-i funcția de antrenor secund. A început să lucreze cu Louis van Gaal, alături de care a câștigat de două ori titlul în Spania.

## Benfica Lisabona
Șansa de a deveni antrenor principal a primit-o în septembrie 2000, când Mourinho a preluat conducerea echipei Benfica Lisabona. Conducerea Benficăi a vrut să-l numească pe Jesualdo Ferreira ca antrenor secund, dar Mourinho a refuzat, alegându-l pe Carlos Mozer ca mâna sa dreaptă. După succesul răsunător în fața rivalei locale Sporting Lisabona în decembrie 2000, Jose Mourinho a vrut să testeze încrederea conducătorilor și a cerut prelungirea contractului. Președintele formației Benfica Lisabona a refuzat însă acest lucru, iar Mourinho a avut putere de caracter și a decis să părăsească gruparea „lusitană”.

## União Leiria
După despărțirea de Benfica Lisabona, Mourinho nu a stat prea mult timp în vacanță, astfel că la începutul anului 2001 a preluat conducerea tehnică a formației portugheze União Leiria. Deși nu avea condițiile de la Benfica, Jose nu a dezamăgit, reușind la finalul sezonului să termine cu Leiria pe locul 5 în clasament, cea mai mare performanță de până atunci a formației portugheze.

## FC Porto
Un an mai târziu, Jose Mourinho l-a înlocuit pe Octávio Machado pe banca tehnică a lui FC Porto. Rezultatele nu au întârziat să apară. În 2003, portughezul a câștigat campionatul cu un număr record de victorii: 27 din 34 de partide disputate. De asemenea, tot în 2003, Mourinho a mai câștigat Cupa Portugaliei și Cupa UEFA în dauna lui Celtic Glasgow. În următorul sezon a câștigat din nou campionatul. În mai 2004 pierde finala Cupei Portugaliei, dar două săptămâni mai târziu obține primul triumf ca antrenor principal în Europa: Liga Campionilor după victoria cu 3-0 în finala cu AS Monaco.

## Chelsea Londra
Cea mai importantă aventură a carierei lui Jose Mourinho avea să înceapă în 2004 când, după o despărțire deloc amiabilă de recent câștigătoarea Ligii Campionilor, FC Porto, portughezul avea să-i ia locul lui Claudio Ranieri pe banca tehnică a grupării engleze Chelsea Londra, devenind astfel cel mai bine plătit manager al unei echipe de club, cu un contract anual de 4,2 milioane de lire sterline, crescut apoi la 5,2 milioane de lire. Primul trofeu adus de Mourinho pe Stamford Bridge a fost Cupa Ligii Angliei, după o finală câștigată cu scorul de 3-2 în fața lui FC Liverpool. Cu Mourinho pe bancă, Chelsea a mai câștigat două titluri de campioană în Premier League, primul după o pauză de 50 de ani de la precedentul triumf, două Cupe ale Ligii Angliei și Cupa Angliei, totalizând un număr de șase trofee în trei ani. Perioada petrecută de José Mourinho la Chelsea a fost presărată cu multe conflicte care au făcut deliciul presei, portughezul alegându-se cu un apelativ cu care este alintat și astăzi, „The Special One”. În septembrie 2007, Mourinho părăsea banca tehnică a „albaștrilor” din cauza unor diferende cu patronul echipei, Roman Abramovici.

## Inter Milano

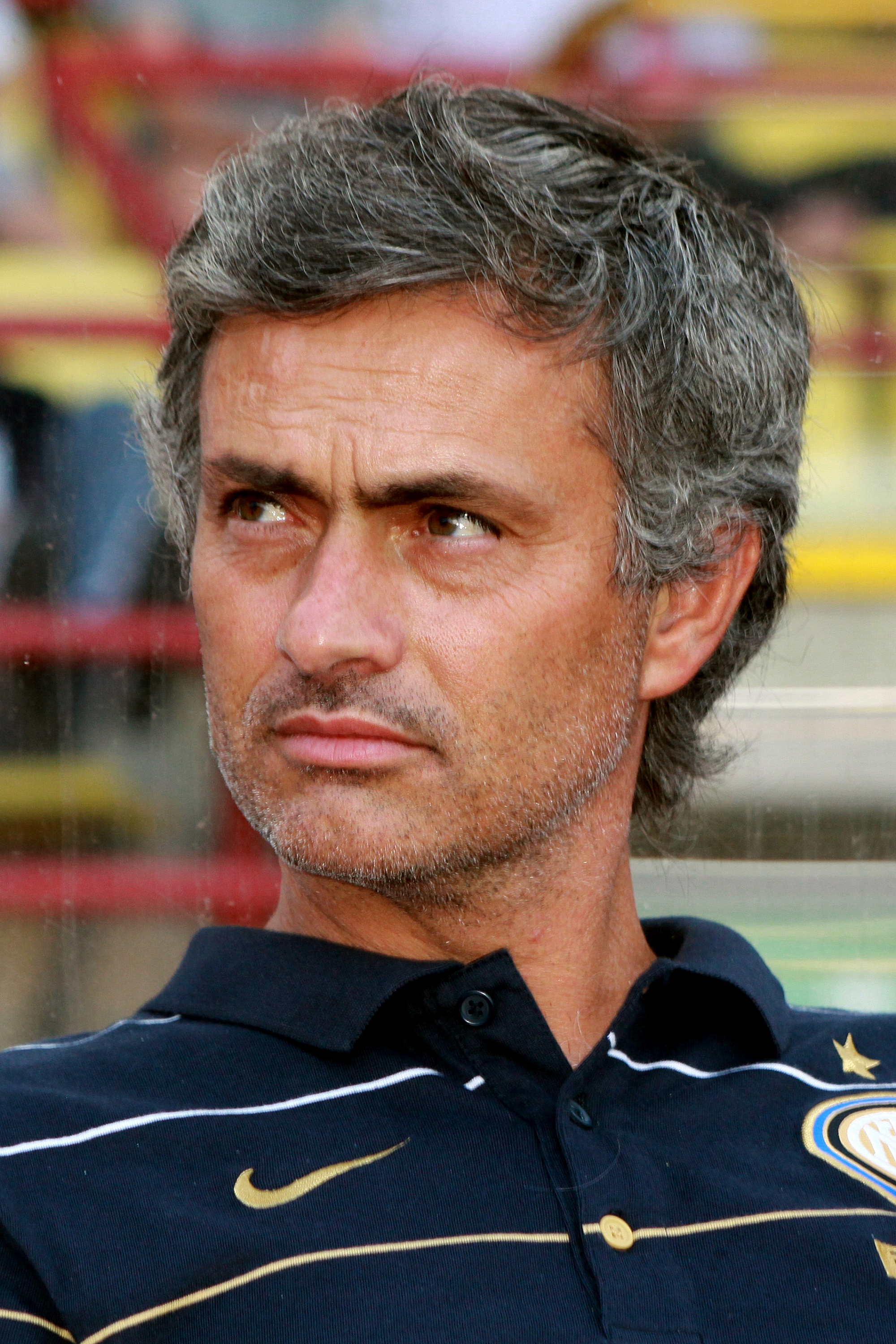
Mourinho la Inter

Pe 2 iunie 2008, José Mourinho a fost numit succesorul lui Roberto Mancini la Inter Milano cu un contract pe trei ani. Pe 3 iunie a ținut prima conferință de presă în italiană, limbă pe care portughezul susține că a învățat-o în trei săptămâni. Pe 24 august 2008, The Special One câștigă primul trofeu cu Inter, învingând la lovituri de departajare pe AS Roma în Supercupa Italiei.
Sub conducerea lui Mourinho, Inter a dominat sezonul 2008-2009 în Serie A, câștigând campionatul cu un avans de zece puncte față de a doua clasată. Totuși, dezamăgirea a venit din Liga Campionilor, unde nerrazzurrii au fost eliminați în optimile de finală de Manchester United.
Sezonul 2009-2010 a început slab pentru Inter care a pierdut Supercupa Italiei în dauna lui Lazio Roma, și a remizat pe teren propriu în primul meci al stagiunii din Serie A cu nou-promovata AS Bari. Însă venirile lui Diego Milito, Wesley Sneijder și Thiago Motta au întărit linia de mijloc a echipei lui Mourinho, Interul începând să domine campionatul cu victorii categorice (4-0 cu AC Milan, 5-0 cu Genoa). Și în Liga Campionilor Inter a avut un parcurs remarcabil. După ce a încheiat pe locul doi faza grupelor, Inter a întâlnit fosta echipă a lui Mourinho, Chelsea, în optimile de finală, câștigând ambele manșe, 2-1 la Milano și 1-0 la Londra. În sferturile de finală a fost rândul echipei ruse ȚSKA Moscova să fie eliminată, iar în semifinale Inter a înfruntat deținătoarea trofeului, FC Barcelona. După victoria cu 3-1 la Milano, Mourinho a baricadat poarta echipei în returul de pe Camp Nou, iar Inter a promovat în finală. Pe 5 mai, Inter a câștigat Cupa Italiei, trecând cu 1-0 în finala cu AS Roma, gol marcat de Milito, pentru ca zece zile mai târziu să-și asigure și titlul de campioană după victoria din ultima etapă cu Siena, prin golul aceluiași Milito.
După câștigarea eventului, Mourinho a completat o triplă istorică pentru Inter, readucând trofeul Ligii Campionilor în vitrina clubului după 45 de ani de pauză. Pentru portughez, a fost a doua oară când a ridicat trofeul, devenind doar al treilea antrenor din istorie care câștigă Liga Campionilor cu două echipe diferite după Ernst Happel și Ottmar Hitzfeld.

## Real Madrid
Câștigarea Ligii Campionilor pentru a doua oară l-a adus pe Mourinho în atenția clubului Real Madrid, care nu mai obținuse trofeul din 2002. Conducerea echipei spaniole l-a demis astfel pe antrenorul Manuel Pellegrini și l-a adus în locul acestuia pe Mourinho, plătind clauza de reziliere a contractului său cu Inter Milano, cifrată la opt milioane de euro. În trei sezoane la Madrid, Mourinhon a câștigat un titlu în La Liga în 2012 și o Cupă a Spaniei în 2011. Însă în Liga Campionilor, Real a fost eliminată de fiecare dată în semifinale: în 2011 de FC Barcelona, în 2012 de Bayern Munchen, iar în 2013 de Borussia Dortmund. După eșecul din 17 mai 2013 în finala Cupei Spaniei contra lui Atlético Madrid, Real a încheiat sezonul fără vreun trofeu, iar trei zile mai târziu președintele lui Real, Florentino Pérez, a anunțat că Mourinho părăsește echipa după o reziliere de comun acord a contractului care mai era valabil până în 2016.

## Revenirea la Chelsea
La 3 iunie 2013, Chelsea îl readuce pe Mourinho în funcția de manager. În primul sezon, Chelsea încheie pe locul 3 în Premier League, la patru puncte în urma campioanei Manchester City, și ajunge în semifinalele Ligii Campionilor unde este învinsă de Atlético Madrid. În sezonul următor, Chelsea suferă doar trei înfrângeri și redevine campioană a Angliei. În august 2015, Mourinho își prelungește contractul, până în 2019, dar la 17 decembrie 2015, după nouă înfrângeri în primele 16 etape din Premier League, Mourinho ajunge la un acord de reziliere a contractului.

## Manchester United
În vara anului 2016 Mourinho ajunge la Manchester United FC. Sezonul nu este unul tocmai bun, mai ales în campionat, unde United termină pe locul 6. Echipa reușește totuși să câștige un trofeu, și anume UEFA Europa League 2016-2017, în fața echipei olandeze AFC Ajax, cu scorul de 2-0 (goluri marcate de Paul Pogba și Henrih Mîhitarian). În sezonul următor, după aducerea lui Romelu Lukaku, United luptă la titlu cu Manchester City, dar încheie pe locul secund, la 19 puncte în urma rivalei locale care devine campioană. De asemenea, United pierde finala Cupei Angliei în fața lui Chelsea, fosta echipă a lui Mourinho. După un start slab în sezonul 2018-2019, cu doar șapte victorii în primele 17 etape din Premier League, Mourinho este demis la 18 decembrie 2018.

## Tottenham Hotspur
Mourinho este numit antrenor la Tottenham Hotspur la 20 noiembrie 2019. Spurs încheie sezonul 2019-2020 pe locul șase în Premier League. La 4 octombrie 2020, Mourinho conduce pe Tottenham Hotspur spre o victorie cu 6–1 contra fostei sale echipe, Manchester United, pe Old Trafford. La 6 decembrie 2020, după o victorie cu 2-0 în fața lui Arsenal, Tottenham urcă pe primul loc în clasament. În aprilie 2021, după 17 luni la conducerea echipei și cu doar câteva zile înainte de finala Cupei Ligii, contra lui Manchester City, Mourinho este demis.

## AS Roma
La 4 mai 2021, Mourinho semnează un contract cu AS Roma, urmând să preia echipa la începutul sezonului 2021-2022. În acest sezon, AS Roma ajunge în finala UEFA Europa Conference League, prima finală europeană din istoria clubului din 1991. În ultimul act, Roma învinge cu 1-0 pe Feyenoord și obține primul trofeu după o pauză de 11 ani. Mourinho devine doar al treilea antrenor din istorie, după Udo Lattek și Giovanni Trapattoni, care să câștige toate cele trei trofee europene puse în joc în perioada carierei sale. În sezonul 2022-2023, Roma atinge o nouă finală europeană, de această dată în UEFA Europa League, însă de această dată este învinsă de FC Sevilla. Este prima finală europeană pierdută de Mourinho în întreaga sa carieră. După un start slab în sezonul 2023-2024, Mourinho este demis de la Roma la 16 ianuarie 2024.

## Fenerbahçe
Din iunie 2024, Mourinho este antrenorul echipei turce Fenerbahçe SK cu care a semnat un contract pentru două sezoane, înțelegere parafată chiar pe stadionul echipei, în fața suporterilor.

## Statistici antrenorat
La 30 august 2024.
| Echipa                 | Început            | Sfârșit            | Rezultate | Rezultate | Rezultate | Rezultate | Rezultate | Rezultate | Rezultate | Rezultate  | Ref.   |
| Echipa                 | Început            | Sfârșit            | M         | V         | E         | Î         | GM        | GP        | Glv       | Victorii % | Ref.   |
| ---------------------- | ------------------ | ------------------ | --------- | --------- | --------- | --------- | --------- | --------- | --------- | ---------- | ------ |
| Benfica                | 20 septembrie 2000 | 5 decembrie 2000   | 11        | 6         | 3         | 2         | 17        | 9         | +8        | 54,55      | [ 28 ] |
| União de Leiria        | iulie 2001         | 23 ianuarie 2002   | 23        | 12        | 8         | 3         | 34        | 20        | +14       | 52,17      | [ 29 ] |
| Porto                  | 23 ianuarie 2002   | 26 mai 2004        | 127       | 91        | 21        | 15        | 254       | 96        | +158      | 71,65      | [ 30 ] |
| Chelsea                | 2 iunie 2004       | 20 septembrie 2007 | 185       | 124       | 40        | 21        | 330       | 119       | +211      | 67,03      | [ 31 ] |
| Internazionale         | 2 iunie 2008       | 28 mai 2010        | 108       | 67        | 26        | 15        | 185       | 94        | +91       | 62,04      | [ 31 ] |
| Real Madrid            | 31 mai 2010        | 1 iunie 2013       | 178       | 128       | 28        | 22        | 475       | 168       | +307      | 71,91      | [ 31 ] |
| Chelsea                | 3 iunie 2013       | 17 decembrie 2015  | 136       | 80        | 29        | 27        | 245       | 121       | +124      | 58,82      | [ 31 ] |
| Manchester United      | 27 mai 2016        | 1 ianuarie 2019    | 144       | 84        | 32        | 28        | 244       | 121       | +123      | 58,33      |        |
| Tottenham Hotspur F.C. | 20 noiembrie 2019  | 19 Aprilie 2021    | 86        | 44        | 19        | 23        | 166       | 103       | +63       | 51,16      |        |
| Roma                   | 1 iulie 2021       | 16 ianuarie 2024   | 138       | 68        | 31        | 39        | 213       | 143       | +70       | 49,28      | [ 32 ] |
| Fenerbahçe             | 2 iunie 2024       | prezent            | 9         | 6         | 2         | 1         | 24        | 9         | +15       | 66,67      |        |
| Total                  | Total              | Total              | 1.142     | 707       | 238       | 197       | 2.187     | 1.003     | +1184     | 61,91      |        |